# Новикс, Альфонс Андреевич
А́льфонс Андре́евич Но́викс (Новик; латыш. Alfons Noviks; 13 февраля 1908, деревня Силагайли Люцинского уезда Витебской губернии — 12 марта 1996, Рига) — один из руководителей органов государственной безопасности Латвийской ССР.

## Биография
Сын крестьянина. Учился на историко-филологическом факультете Латвийского университета (не окончил). С 1928 работал на таможне, конторщиком на строительстве. В декабре 1930 года вступил в Партию латгальских прогрессистов, в июле 1932 года — в компартию. В 1932—1933 годах служил в латвийской армии. С августа 1933 года работал в латгальском комитете комсомола в Даугавпилсе. В ноябре 1933 арестован и приговорён к 8 годам каторги, в ноябре 1938 — амнистирован. С марта 1939 года работал заведующим складом.
Ещё в 1920-е годы Новикс был завербован советской разведкой. После введения в Латвию советских войск в июне 1940 года возглавил Управление государственной безопасности МВД Латвии, вскоре стал народным комиссаром внутренних дел, а с 26 февраля 1941 года — наркомом государственной безопасности Латвийской ССР.
Со 2 января 1941 года — старший майор госбезопасности.
С началом Великой Отечественной войны работал в центральном аппарате НКВД, возглавляя с января 1941 года Латвийское отделение.
С 14 февраля 1943 — комиссар госбезопасности. С 30 ноября 1943 — начальник оперативной группы НКГБ СССР в Латвии. После того как Красная армия начала освобождение Латвии, Новикс в марте 1944 года вновь возглавил НКГБ республики.
Генерал-майор (с 9 сентября 1945). Организатор борьбы с отрядами «буржуазных националистов» из «лесных братьев», которые были практически лишены социальной базы после проведения депортации антисоветских и сотрудничавших с лесными братьями элементов и членов их семей 25 марта 1949 года. За проведение этой операции А. А. Новикс в числе других 14 высших офицеров награждён орденом Красного Знамени.
В 1949—1952 годах руководил кампанией по дезинформации иностранных разведок, поддерживавших антисоветское подполье в Латвии.
После смерти Сталина переведён в Министерство заготовок Латвийской ССР на должность заместителя министра по кадрам. С января 1954 года стал заместителем министра сельского хозяйства республики.
В 1940—1955 годах — депутат Верховного Совета СССР и Верховного Совета Латвийской ССР. В 1955 году Новикс получил генеральскую пенсию, проживал в Риге.
После восстановления независимости Латвии получил гражданство Латвийской Республики.
15 марта 1994 года был арестован и предан суду по обвинению в геноциде и участии в депортации латышского народа. Своей вины не признал. 13 декабря 1995 года приговорён к пожизненному заключению, спустя три месяца умер в тюремной больнице.

## Семья
Дочь — заслуженная артистка Латвийской ССР, пианистка и педагог Нора Новик (1941—2009).